# 海賊旗

サミュエル・ベラミーが使用した海賊旗。黒地に髑髏とXの字に交差させた２本の大腿骨を配置した意匠。

海賊旗（かいぞくき）は、海賊として船の乗組員を同定するために掲げられた旗。欧米では「ジョリー・ロジャー（Jolly Roger）」とも呼ばれる。海賊たちは敵を怯えさせたり、降伏しないと危害を加えると言うメッセージを相手に伝えるために使用していた。

## デザイン
「ジョリー・ロジャー」は、黒地に頭蓋骨と、交差した2本の大腿骨（「髑髏と骨」参照）というデザインである。
もともとこういったシンボルは、墓石芸術に見られるもので、17世紀末 - 18世紀初期には存在していた。また、様々なデザインが存在するが、どれも死を連想させるものであった。
ジョン・ラカムなどは骨の代わりにカットラスを交差させたデザインを用いていたほか、黒髭は砂時計を持った骸骨をモチーフにしていた。

## ギャラリ ー

サミュエル・ベラミー、エドワード・イングランド、黒髭が使用した旗
ジョン・ラカムの海賊旗
エドワード・ローの海賊旗[4]
黒髭の旗
ウォルター・ケネディ、Jean Thomas Dulaienの旗[5]
バーソロミュー・ロバーツの初期の旗
バーソロミュー・ロバーツの旗
スティード・ボネットの旗
ヘンリ・エイヴァリの旗
「血の旗」、オランダ海賊の旗。[6]
プリンスズフラッグ（オランダ語版）（ゴイセンが使用）
オランダ州旗
オランダの国旗

## 歴史

### 黒い旗
イスラム教のオスマン海賊から生まれたもので、地の黒い色はイスラム教の軍旗である黒旗 (イスラム教)に由来すると考えられる。しかし、頭蓋骨のシンボルをたなびかせたイスラム教海賊の初期の記録は、コーンウォールを襲った1625年の奴隷狩りの記録で緑の旗であった。1585年にフランシス・ドレークが黒い旗を掲げていたという話もあるが、疑問視されている。1612年当時の記録で、ピーター・イーストンが黒い旗を掲げていることが記載されている。1716年にマーテル船長が掲げている記録がある。1718年に黒髭やチャールズ・ヴェインらが黒旗を掲げている。

### 頭蓋骨と交差する大腿骨
頭蓋骨と交差する大腿骨の初期の記録は、フランス国立図書館にある、1687年12月6日の赤い旗を使用した記録で、海賊が船上でなく陸上で使用している。

## 語源
「ジョリー・ロジャー」の語源は正確にはわかっていない。遡れる限りでの初出は1724年に出版されたキャプテン・チャールズ・ジョンソンの『海賊史』である。その中でジョンソンは1721年にバーソロミュー・ロバーツ、1723年にフランシス・スプリッグスという海賊がそれぞれの旗を「ジョリー・ロジャー」と名づけたと引用している。ただし、両者の旗とも髑髏のデザインではなかったとされる。リチャード・ホーキンスが1724年に海賊に捕らわれた際、彼らが髑髏の旗を掲げており、それを「ジョリー・ロジャー」と呼んでいたと記している。
有力な説は2つ存在しその内1つは、船乗りが戦闘をする際に掲げる赤旗、フランス語でジョリールージュという言葉が英語になったもの、と言う説で、2つ目が悪魔を表す俗語「オールド・ロジャー（Old Rojer）」に関連するという説である。

## 慣例

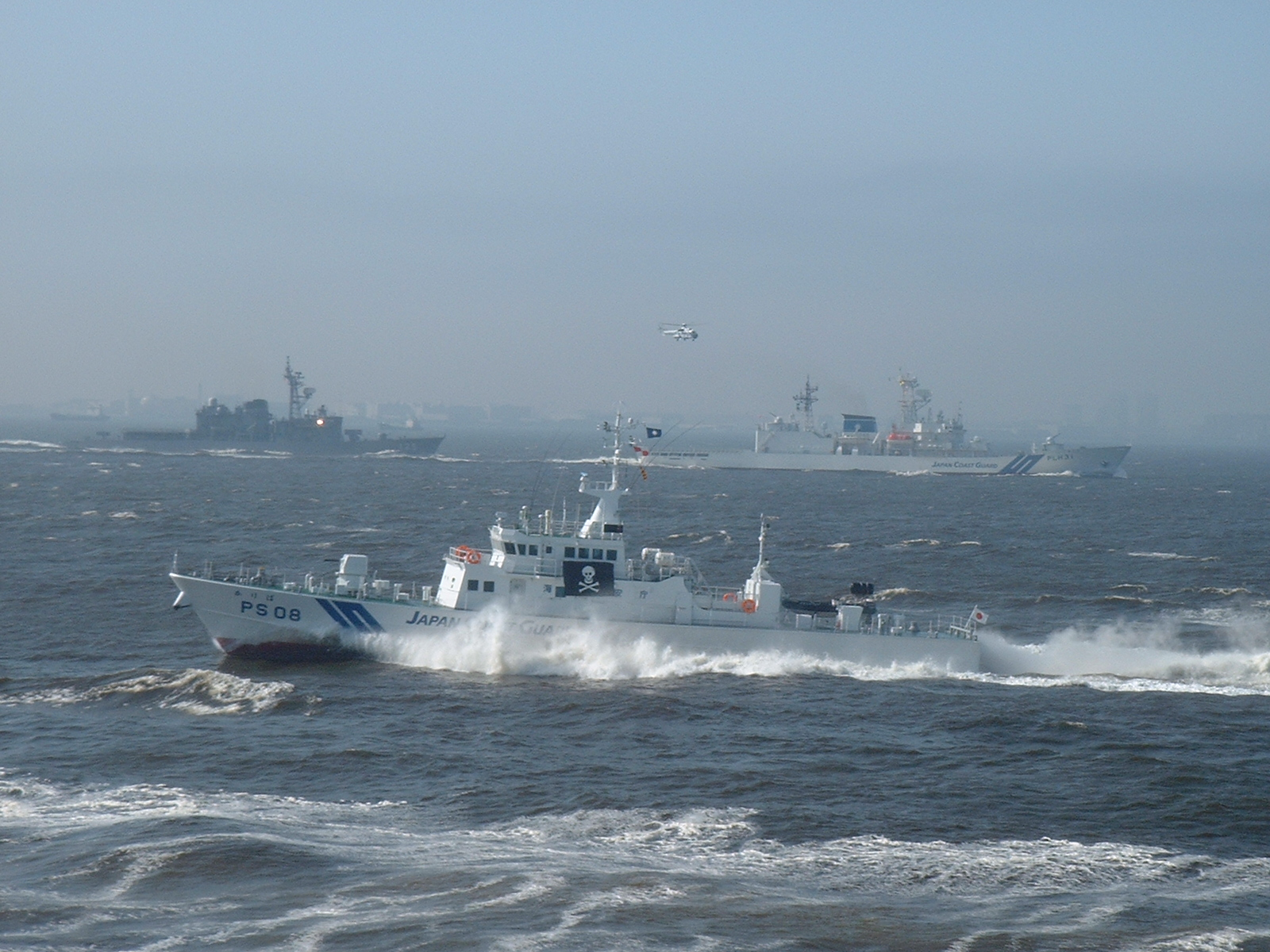
テロ対策訓練で海賊旗を掲げテロリスト船を演じるびざん型巡視船「かりば」。

1700年にカーボベルデ諸島で海賊エマニュエル・ウィンが使用していた黒地に交際した骨、頭蓋骨、砂時計という旗がジョリー・ロジャーの最初の目撃例である。また、海賊を処刑する絞首台の上にも海賊旗が掲げられるように定められていた。
イギリス海軍においては戦果を挙げた潜水艦が帰港する際にジョリー・ロジャーを掲げる慣習が存在する。これは、潜水艦の投入当初、後に第一海軍卿となるアーサー・ウィルソン中将が「潜水艦は卑怯でイギリス人にふさわしくない」「拿捕した敵の潜水艦の乗組員は海賊として処刑しろ」と発言したことに対する抗議として第一次世界大戦中に始められたものが慣習化したものである。2003年イラク攻撃において30発の巡航ミサイル「トマホーク」をイラクに向けて発射したトラファルガー級原子力潜水艦「タービュレント」も、イギリスへの帰港時にジョリー・ロジャーを掲げていた。
現在の日本では、海上保安庁や水上警察のテロ取締訓練に登場する「テロリスト」役の船（アグレッサー）が海賊旗を掲げる。

## 海賊旗をモチーフにした旗
- 第84戦闘飛行隊 (アメリカ海軍) - 海賊旗を部隊マークとしていたことで有名。
- 第103戦闘攻撃飛行隊 (アメリカ海軍) - 上記の第84戦闘飛行隊が解隊されたあとに、海賊旗の部隊マークを引き継いだ。
- シーシェパード
- スカル隊 - アニメ『超時空要塞マクロス』をはじめとする「マクロスシリーズ」に登場する架空の部隊。上記の第84戦闘飛行隊の部隊マークに類似したマークを付けている。